# 한국공학상
한국공학상은 공학 분야에서 세계 정상수준의 연구성과를 이룩해 국가경제 및 산업발전에 크게 기여한 자에 대하여 대한민국 미래창조과학부와 한국연구재단이 대통령 상장과 상금 7000만원이 수여되는 상이다.

## 개요
1994년부터 한국과학상과 함께 세계 최고 수준의 연구 성과를 도출하여 우리나라 과학기술과 국가경제 발전에 크게 기여한 과학기술자를 적극 발굴․포상하여, 과학기술자의 사기를 높이고 창의적인 연구성과를 창출할 수 있는 연구 환경을 조성하고자 제정하였다. 한국과학재단이 주관하는 한국공학상은 기초과학진흥을 위해 1987년부터 격년제로 운영되고 있는 한국과학상과 엇갈려 매년 3명씩 격년으로 선정했다가 2016년부터 매년 시상한다.

## 시상 분야
- 제1군: 전기, 전자, 금속, 컴퓨터, 정보, 통신
- 제2군: 기계, 금속, 세라믹, 항공, 조선, 자원, 산업공학 등 관련분야
- 제3군: 화공, 식품, 고분자, 섬유, 생물공학, 공업화학 등 관련분야
- 제4군: 건축, 토목, 환경, 에너지등 관련분야

## 역대 수상자

### 한국공학상 수상자
| 연도        | 분야           | 수상자                                                   | 비고 |
| ----------- | -------------- | -------------------------------------------------------- | --- |
| 1994년 1회  | 전기.전자      | 조장희(58.한국과학기술원 정보 및 통신공학과 교수)        | 「4마이크론 해상도의 핵자기공명 현미경에 관한 연구」 살아 있는 물체를 절단하지 않고 내부의 구조 및 화학적 변화를 3차원으로 볼 수 있는 4마이크론 해상도의 핵자기공명 현미경에 관한 이론을 세계 최초로 정립하고 실험적으로 입증                                                        |
| 1994년 1회  | 기계.금속      | 민계식(52.현대중공업㈜ 선박해양연구소장)                 | 「장거리 고속 수중익 쌍동여객선의 설계와 건조」 장거리 항로를 운항할 수 있는 고속 수중익 쌍동여객선의 설계에 관한 종합적인 이론분석과 모형시험을 통해 최적 선형 설계방법을 수립 |
| 1994년 1회  | 화공.식품      | 권영수(53.한국과학기술연구원 환경.CFC 연구부 책임연구원) | 「지배력 극점을 이용한 PID제어기의 개량된 조정방법」 화학공정에 관한 최적설계 및 운전조건을 구하는 기법과 새로운 조정법을 확립했고 이를 활용해 염화불화탄소(CFC) 관련물질의 제조공정을 개발                                                                                          |
| 1994년 1회  | 건축.토목      | 최창근(57.과학기술원 토목공학과 교수)                    | 4변형 민드린 평판요소에서 감차적분과 비적합변이모드의 혼합사용」 복잡한 구조해석에 필요한 첨단 유한요소기법에 관한 연구성과와 이를 바탕으로 한 범용 구조해석프로그램을 개발 |
| 1996년 2회  |                | 장호남(53. 한국과학기술원 화학공학과)                    | ‘膜 재순환 반응기에서 재조합 대장균의 고농도 배양’을 연구 |
| 1999년 3회  | 전기           | 한송엽 (59.서울대 전기공학부)                            | 「전기기기 최적 형상설계를 위한 설계민감도 해석에 관한 연구」 |
| 1999년 3회  | 화학           | 이화영 (61. 서울대 화학공학과)                           | 「헤테로폴리산을 이용한 고분자촉매막반응기및 고분자 혼성필름촉매의 특성연구」 |
| 2000년 4회  | 기계.금속      | 이재영 한국과학기술원 재료공학과 교수(공학 분야)         | 수소때문에 철이 잘 파괴되는가를 규명한 '수소열분석법'발표해 SCI(국제논문색인)가 인정하는 학술지에 총 79회에 걸쳐 인용 |
| 2000년 4회  | 화공.생물      | 김성철 한국과학기술원 화학공학과 교수                    | '동시중합방식에 의한 상호침투고분자(IPN)'의 합성에 세계최초로 성공해 항공기 소재와 인공심장 등에 대한 활용가능성 |
| 2002년 5회  | 기계.재료      | 남수우(62) 한국과학기술원 재료공학과 교수                | 새로운 지료강도학 이론을 적용한 최첨단 비열처리형 압출용 알류미늄합금 발명 및 국제공인 합금번호를 국내 최초로 등록한 공로 |
| 2002년 5회  | 화학공학       | 김상돈(57) 한국과학기술원 생명화학공학과 교수            | 삼상유동층 반응기의 열전도 및 물질전달의 각각 상호전달 현상에 미치는 영향을 세계 최초로 총체적으로 해석 |
| 2004년 6회  | 전기·전자      | 현동석 (玄東石ㆍ55ㆍ한양대)                              | 전력장치 및 설비의 대용량화에 필수적인 전력변환시스템을 고압화를 구현하기 위해 새로운 회로구성과 제어기법을 세계 최초로개발 |
| 2004년 6회  | 기계·재료      | 곽병만 (郭柄晩ㆍ59ㆍ한국과학기술원)                      | 최적설계 분야에서 국내외 학계의 선두주자로 골절치료에도 응용할 수 있는 공학적 최적설계 프로그램을 개발한 공로 |
| 2004년 6회  | 화공           | 우성일(禹誠一ㆍ53ㆍ한국과학기술원)                       | 세계 최초로 단일 활성점 유기금속 촉매를규칙적인 나노물질을 섞은 새로운 올레핀 중합 촉매를 창안해 이를 나노복합체, 나노반응기 등 새로운 연구분야에 응용 |
| 2004년 6회  | 건축·토목      | 홍성완(洪性完ㆍ60ㆍ건설기술연구원)                       | 전통적인 터널엔지니어링 기술에 지리정보시스템(GIS), 가상현실(VR), 인공지능(AI)기법, 전문가시스템(Expert System) 등의 가시화 첨단기법을 적용, 온라인으로 터널현장을 실시간 관리시스템을 개발                                                                                          |
| 2006년 7회  | 전기           | 한민구(韓民九) : 서울대학교 전기컴퓨터공학부 교수        | 디스플레이 부분의 연구로 우리나라가 TFT-LCD 산업에서 세계 1위를 하는데 큰 기여 |
| 2006년 7회  | 기계           | 이종원(李鍾元) : 한국과학기술원 기계공학과 교수          | ‘회전체 역학 및 진동’ 분야에서 세계적으로 명성이 높은 학자로 이 분야의 새로운 지평을 열었다는 평가 |
| 2006년 7회  | 섬유           | 이화섭(李和燮) : 한국과학기술연구원 재료연구부 박사      | 셀룰로우스 신소재 생산에 관해 세계 정상수준의 연구성과를 이룩했다. 이 연구위원은 연구업적이 국가경제 및 산업발전에 크게 기여 |
| 2008년 8회  | 전자           | 나정웅(68) KAIST 명예교수                                | 지하 100여m에 있는 직경 2m 크기의 땅굴을 찾을 수 있는 시추공 전자파 레이다를 개발, 휴전선 제4땅굴 발견에 기여 |
| 2008년 8회  | 산업           | 최병규(60) KAIST 교수                                    | 기계 가공 및 제조 시스템 운영의 자동화·정보화·지능화 |
| 2008년 8회  | 식품           | 박관화(66) 서울대 명예교수                               | 새로운 탄수화물 효소를 개발해 기능성 천연물의 이용도를 높인 공로 |
| 2010년 9회  | 전기․전자      | 이광복 : 서울대학교 전기공학부 교수                      | 이동통신 분야의 권위자로서, 초고속 데이터 통신의 핵심인 OFDMA(직교주파수분할 다중접속방식)와 다중안테나 분야의 원천 기술을 연구·개발하여 현재 상용중인 와이브로 시스템과 LTE 시스템의 기본기술로 채택되게 하는 등 산업 발전에 기여                                                   |
| 2010년 9회  | 기계․금속․재료 | 강석중 : KAIST 신소재공학과 교수                         | 다결정 소재의 물리적 성질에 큰 영향을 미치는 미세구조가 소재의 제조와 가공 중에 어떻게 변화하는지에 대한 근본적인 원리를 규명하여 재료 미세조직 분야에서 새로운 연구방향을 제시하고, 이를 신소재 제조에 응용하는 등 우리나라 재료공학과 산업 발전에 기여                             |
| 2010년 9회  | 건축․토목      | 신성우 : 한양대학교 건축학부 교수                        | 가비전인 저탄소 녹색성장을 달성하는 핵심 기술인 ‘녹색 건축기술’ 분야의 선도적인 연구자로서, 이산화탄소 배출을 획기적으로 낮추는 첨단 녹색 건축기술을 개발하고, 국내 최초로 건축물, 단지, 도시의 이산화탄소 배출량을 평가하는 프로그램(SUS-LCA)을 개발하는 등 국가 경제 발전에 이바지 |
| 2012년 10회 | 컴퓨터.정보    | 황규영 : 한국과학기술원 전산학과 교수                    | 데이터베이스 시스템 (DBMS) 이론 및 실용화 기술 연구개발 |
| 2012년 10회 | 기계           | 양동열 : 한국과학기술원 기계공학과 교수                  | 3차원 형상의 정밀 정형 가공 기술 혁신 및 이론 개발 |
| 2012년 10회 | 환경           | 안규홍 : 한국과학기술연구원                              | 무산소/혐기조 교대 운전형 막활성 슬러지(SAM:Sequencing Anoxic/anaerobic Membrane bioreactor) 공법 개발 |
| 2014년 11회 | 통신           | 방승찬 한국전자통신연구원                                | 2세대 CDMA, 3세대 WCDMAㆍcdma2000, 4세대 LTE 이동통신 표준 및 시스템 개발 분야에서 국가기술력을 제고한 공로 |
| 2014년 11회 | 재료           | 이정용 카이스트 신소재공학과                             | 동식물이나 액체를 포함하는 시료를 관찰할 수 있는 액체전자현미경이라는 분야를 개척한 공로 |
| 2014년 11회 | 화공           | 남인식 포항공과대학교 화학공학과                         | 학협력연구를 통해 선박용 질소산화물 저감 촉매 기술을 개발한 공로 |
| 2016년 12회 | 전기.전자      | 문건우 : 한국과학기술원 전기및전자공학부 교수            | 데이터 센터용 전원장치, 무선전력전송, 배터리 관리 시스템, 디스플레이 전원장치의 초고효율 및 초고밀도 기술 개발 |
| 2017년 13회 | 무선통신       | 이인규 : 고려대학교 전기전자공학부 교수                  | 다중안테나 방식에 기반한 초고속 통신시스템 연구개발 |
| 2017년 13회 | 화학공학       | 차형준 : 포스텍 화학공학과 교수                          | 홍합접착단백질 원천혁신소재 개발을 통한 의료접착제 기술사업화 |
| 2018년 14회 | 생명공학       | 심태보 : KIST                                            | 글로벌 혁신 표적항암제 후보물질 도출 및 기술이전 |
| 2018년 14회 | 환경공학       | 최원용 : 포스텍 환경공학부 교수                          | 광촉매의 환경에너지 응용기술 개발 |
| 2019년 15회 |                | 이승재 : 명지대학교 교수                                 | 국내 배전자동화 세계 기술 선도 기여. 세계 최초 자동 복구(Self-Healing) 분산형 고장처리 기술개발. 정확도 높은 고장점 표정 기술 개발 및 제품화 |
| 2019년 15회 |                | 하헌필 : 한국과학기술연구원 책임연구원                   | 미세먼지의 주된 전구체인 질소산화물의 저온탈질 변환효율을 높이는 탈질촉매 기술개발. 발명된 탈질촉매의 기술이전을 통한 세계 최초 저온 탈질촉매 기술 사용화 |
| 2020년 16회 | 제1군          | 박부견 : POSTECH 교수                                    | 최적화기법 기반의 강인제어 연구 |
| 2020년 16회 | 제2군          | 이영국 : 연세대학교 교수                                 | 차세대 자동차용 망간강 개발 |
| 2021년 17회 | 제2군          | 이태억 : KAIST 교수                                      | 반도체 공정 장비의 Controller(스케쥴링 및 제어) 기술 개발 |
| 2021년 17회 | 제3군          | 이태우 : 서울대학교 교수                                 | 고효율 유기&유무기 하이브리드 발광 다이오드 개발 |
| 2022년      | 기계           | 오준호: 한국과학기술원 명예교수                          | 국내 최초로 인간형 로봇인 '휴보(Hubo)'를 개발하여 국제 경연 대회 우승, 창업 사업화 등을 통해 우리나라가 인간형 로봇 강국으로 발돋움하는 데 기여 |
| 2022년      |                | 민병권: 한국과학기술연구원 본부장                        | 이산화탄소와 물로부터 유용화합물을 생산하는 인공광합성 분야에서 핵심 촉매 기술을 개발하고, 전기화학적 방법으로 이산화탄소를 '산업의 쌀'이라 불리는 에틸렌으로 전환하는 데 성공 |
| 2023년      |                | 조광현: 한국과학기술원 교수                              | 역노화와 암 가역화 등 되돌리기 힘든 생명현상을 되돌릴 수 있는 생체제어 기술과 환자 맞춤형 항암치료 시뮬레이션 분석 플랫폼을 개발 |
| 2023년      |                | 이중희: 전북대학교 교수                                  | 재생에너지로 물을 분해해 만든 그린수소를 값싸면서도 높은 효율로 생산할 수 있는 나노촉매와 이를 적용한 알칼리 수전해 장치를 개발해 상용화 |
| 2024년      |                | 조형희 연세대 교수                                       | 첨단 냉각기술을 적용해 대형 발전용 가스터빈 블레이드와 연소기 등 고온 부품 국산화 |
| 2024년      |                | 백종범 산과학기술원 교수                                 | 금속 구슬을 기계화학적으로 원자화해 지지체에 고정하는 친환경·경제적 단일 원자 촉매 대량 합성 기술 |

## 같이 보기
- 한국과학상
- 젊은과학자상
- 호암상
- 고시바상
- 미래창조과학부
- 한국과학기술한림원